# Michaił Fradkow
Michaił Jefimowicz Fradkow, ros. Михаил Ефимович Фрадков (ur. 1 września 1950 we wsi Kurumocz k. Samary) – rosyjski ekonomista i polityk; funkcjonariusz KGB, przez wiele lat pracował w radzieckich instytucjach handlu zagranicznego; w latach 90 XX w. był ministrem Ministerstw – Zagranicznych Stosunków Gospodarczych oraz Handlu; w latach 2001–2003 dyrektor Federalnej Służby Policji Podatkowej Fed. Ros.; od 5 marca 2004 do 14 września 2007 Przewodniczący Rządu Federacji Rosyjskiej; od 9 października 2007 do 9 października 2016 dyrektor Służby Wywiadu Zagranicznego. Od 4 stycznia 2017 r. dyrektor Rosyjskiego Instytutu Studiów Strategicznych. Rzeczywisty radca stanu Federacji Rosyjskiej I klasy od 13 lipca 2016.

## Wykształcenie
W 1972 r. ukończył studia wyższe z czerwonym dyplomem (wyróżniająco) w zakresie inżynierii mechanicznej w Moskiewskim Instytucie Obrabiarek i Narzędzi i został inżynierem mechanikiem. W 1981 r. ukończył studia ekonomiczne we Wszechzwiązkowej Akademii Handlu Zagranicznego. Posiada stopień kandydata nauki (odpowiednik stopnia doktora) nauk ekonomicznych.

## Życiorys
Po ukończeniu studiów przez wiele lat pracował w przedsiębiorstwach i instytucjach handlu zagranicznego. W latach 1973–1975 był pracownikiem biura radcy handlowego Ambasady ZSRR w Indiach. Od 1975 pracował w przedsiębiorstwie handlu zagranicznego „Tjażpromeksport”, a od 1984 był zastępcą naczelnika głównego zarządu dostaw Państwowego Komitetu ds. Stosunków Gospodarczych. Od 1988 pełnił funkcję zastępcy naczelnika głównego zarządu koordynacji i regulacji zagranicznych operacji gospodarczych w Ministerstwie Zagranicznych Stosunków Gospodarczych ZSRR.
W latach 1991–1992 był zastępcą stałego przedstawiciela Rosji przy GATT w Genewie. W latach 1992–1998 pracował na kierowniczych stanowiskach rosyjskiego Ministerstwa Zagranicznych Stosunków Gospodarczych: od 19 października 1992 był wiceministrem, od 12 października 1993 pierwszym wiceministrem. 26 marca 1997 został czasowo pełniącym obowiązki ministra stosunków gospodarczych z zagranicą i handlu, a 16 kwietnia ministrem (w rządzie Wiktora Czernomyrdina). 30 kwietnia Ministerstwo zostało zlikwidowane, a Fradkow stanął na czele komisji likwidacyjnej.
14 maja 1998 zgromadzenie akcjonariuszy zakładu ubezpieczeń „Ingosstrach” wybrało go na stanowisko przewodniczącego rady dyrektorów, zaś 23 lutego 1999 M. Fradkow objął w tej firmie funkcję dyrektora generalnego.
25 maja 1999 powrócił do pracy w rządzie, obejmując stanowisko ministra handlu, tym razem w gabinecie kierowanym przez Siergieja Stiepaszyna. Stanowisko to zachował także w rządzie Władimira Putina, działającym od sierpnia do maja 2000. Nie wszedł natomiast w skład rządu Michaiła Kasjanowa, powołanego 7 maja 2000.
Jako członek kierownictwa ministerstw odpowiedzialnych za kontakty gospodarcze z zagranicą wchodził w skład różnych międzyresortowych oraz międzyrządowych komisji ds. międzynarodowej współpracy ekonomicznej z krajami WNP, Stanami Zjednoczonymi i państwami europejskimi.
31 maja 2000 został pierwszym zastępcą sekretarza Rady Bezpieczeństwa Federacji Rosyjskiej odpowiedzialnym za bezpieczeństwo gospodarcze, a 28 marca 2001 stanął na czele Federalnej Służby Policji Podatkowej, odpowiedzialnej za ściganie przestępstw podatkowych i kierował nią do jej rozwiązania w marcu 2003. W maju tego samego roku został pełnomocnym przedstawicielem Rosji przy Unii Europejskiej w randze ministra z siedzibą w Brukseli. Dodatkowo, w czerwcu został także mianowany specjalnym przedstawicielem prezydenta Rosji ds. rozwoju stosunków z Unią Europejską.
1 marca 2004 prezydent Putin zgłosił Dumie Państwowej kandydaturę Fradkowa do objęcia funkcji premiera Federacji Rosyjskiej. 5 marca Duma udzieliła mu wotum zaufania. Na stanowisku szefa rządu zastąpił Wiktora Christienkę, który był pełniącym obowiązki premiera od czasu dymisji Michaiła Kasjanowa (24 lutego). 7 maja 2004, zgodnie z Konstytucją, M. Fradkow złożył pełnomocnictwa swego rządu na ręce nowo zaprzysiężonego (na drugą kadencję) prezydenta Putina. Tego samego dnia Putin po raz kolejny zaproponował Fradkowa jako kandydata na premiera. 12 maja 2004 Duma zatwierdziła jego kandydaturę.
M. Fradkow w swojej polityce zapowiadał skupienie się na dążeniu do wzrostu gospodarczego, walce z ubóstwem, reformie sił zbrojnych oraz zwiększeniu bezpieczeństwa. Jako premier M.Fradkow ograniczany był przepisami Konstytucji oraz specyfiką rosyjskiego systemu politycznego, w którym szef rządu staje się w praktyce wykonawcą woli prezydenta. W istocie Fradkow w niewielkim stopniu prowadził samodzielną politykę, pozostając premierem technicznym w znaczący sposób podporządkowanym decyzjom prezydenta Władimira Putina.
12 września 2007 M. Fradkow podał się do dymisji, podając jako powód „zbliżające się ważne wydarzenia polityczne”. Prezydent Władimir Putin przyjął jego rezygnację, jednocześnie powierzając mu tymczasowe kierowanie gabinetem do czasu uzyskania przez jego następcę wotum zaufania w Dumie Państwowej. 9 października 2007 został powołany na stanowisko Dyrektora Służby Wywiadu Zagranicznego Federacji Rosyjskiej; zwolniony 4 października 2016 .
Został odznaczony m.in. Orderem Świętego Jerzego IV klasy, Orderem „Za zasługi dla Ojczyzny” I i II klasy (2007, 2005) oraz Orderem Honoru.